# Dennis Antwi
Dennis Agyare Antwi (Accra, 12 gennaio 1993) è un calciatore ghanese, attaccante dell'Al Hudod.

## Carriera
Nel 2012 Antwi ha giocato per i malesi del Kelantan. L'anno seguente ha vestito la maglia del Perlis. È poi tornato ai ghanesi degli International Allies. Nel 2014 è stato ingaggiato dagli svedesi del Rosengård. L'11 agosto 2015 il Rosengård ha comunicato il passaggio ufficiale di Antwi ai norvegesi del Jerv. Già all'inizio dell'estate aveva sostenuto un provino per Start e Mjøndalen. È stato presentato dal Jerv all'intervallo della sfida di campionato contro l'Hødd, in data 12 agosto.
Il 26 luglio 2016 lo Start ha annunciato d'aver ingaggiato Antwi in vista della stagione successiva, col giocatore che sarebbe arrivato a parametro zero dopo la scadenza del contratto col Jerv. Il 28 luglio Start e Jerv hanno trovato un accordo per anticipare il trasferimento, con il giocatore che si sarebbe trasferito immediatamente. Antwi ha firmato un contratto valido per i successivi tre anni e mezzo e ha scelto di vestire la maglia numero 33. Il 2 febbraio 2018 Antwi è passato all'Åsane con la formula del prestito annuale, ma non è riuscito a evitare la retrocessione del club in terza serie.
Scaduto il contratto con i norvegesi, ha firmato un contratto di un anno con il Trelleborg, squadra svedese che era reduce dalla retrocessione in Superettan dell'anno precedente.

## Statistiche

### Presenze e reti nei club
Statistiche aggiornate al 4 febbraio 2018.
| Stagione         | Club             | Campionato       | Campionato | Campionato | Coppe nazionali | Coppe nazionali | Coppe nazionali | Coppe continentali | Coppe continentali | Coppe continentali | Supercoppe | Supercoppe | Supercoppe | Totale | Totale |
| Stagione         | Club             | Comp             | Pres       | Reti       | Comp            | Pres            | Reti            | Comp               | Pres               | Reti               | Comp       | Pres       | Reti       | Pres   | Reti   |
| ---------------- | ---------------- | ---------------- | ---------- | ---------- | --------------- | --------------- | --------------- | ------------------ | ------------------ | ------------------ | ---------- | ---------- | ---------- | ------ | ------ |
| 2012             | Kelantan         | SL               | 4          | 2          | CM+FACup        | ?               | ?               | CA                 | 8                  | 0                  | -          | -          | -          | 12+    | 2+     |
| 2013             | Perlis           | SL               | ?          | ?          | CM+FACup        | ?               | ?               | -                  | -                  | -                  | -          | -          | -          | ?      | ?      |
| 2013             | Inter Allies     | SL               | ?          | ?          | FACup           | ?               | ?               | -                  | -                  | -                  | -          | -          | -          | ?      | ?      |
| 2014             | Rosengård        | D2               | ?          | ?          | CS              | ?               | ?               | -                  | -                  | -                  | -          | -          | -          | ?      | ?      |
| gen.-ago. 2015   | Rosengård        | D2               | ?          | ?          | CS              | 1               | 1               | -                  | -                  | -                  | -          | -          | -          | 1+     | 1+     |
| Totale Rosengård | Totale Rosengård | Totale Rosengård | ?          | ?          |                 | ?               | ?               |                    | -                  | -                  |            | -          | -          | ?      | ?      |
| ago.-dic. 2015   | Jerv             | 1D               | 11+4       | 4+1        | CN              | -               | -               | -                  | -                  | -                  | -          | -          | -          | 15     | 5      |
| gen.-lug. 2016   | Jerv             | 1D               | 15         | 5          | CN              | 2               | 0               | -                  | -                  | -                  | -          | -          | -          | 17     | 5      |
| Totale Jerv      | Totale Jerv      | Totale Jerv      | 26+4       | 9+1        |                 | 2               | 0               |                    | -                  | -                  |            | -          | -          | 32     | 10     |
| lug.-dic. 2016   | Start            | ES               | 11         | 1          | CN              | -               | -               | -                  | -                  | -                  | -          | -          | -          | 11     | 1      |
| 2017             | Start            | 1D               | 18         | 5          | CN              | 1               | 2               | -                  | -                  | -                  | -          | -          | -          | 19     | 7      |
| Totale Start     | Totale Start     | Totale Start     | 29         | 6          |                 | 1               | 2               |                    | -                  | -                  |            | -          | -          | 30     | 8      |
| 2018             | Åsane            | 1D               | 0          | 0          | CN              | 0               | 0               | -                  | -                  | -                  | -          | -          | -          | 0      | 0      |
| Totale           | Totale           | Totale           | 93         | 0          |                 | 11              | 0               |                    | 9                  | 1                  |            | -          | -          | 113    | 1      |

## Palmarès

### Club

#### Competizioni nazionali
- I-League: 1

Gokulam Kerala: 2020-2021